# Xolmis
Xolmis là một chi chim trong họ Tyrannidae.